# Rodmell
Rodmell ist ein Dorf und ein Civil Parish in East Sussex, England. Der Ort liegt knapp 5 km südlich von Lewes am westlichen Ufer des Flusses Ouse in den South Downs.
Harald II. war der Lord of the Manor von Rodmell vor der normannischen Eroberung. Bei der Erstellung des Domesday Books wurde die Manor von William de Warenne an die Priory von Lewes übertragen.
Die Pfarrkirche St Peter, deren älteste Teile aus dem 12. Jh. stammen, soll an der Stelle einer noch älteren Kirche stehen. Die heutige Kirche wurde 1858 restauriert.
Das ehemalige Farmhaus Monk’s House in Rodmell gehörte ab 1920 der Schriftstellerin Virginia Woolf und ihrem Mann Leonard Woolf. Die Woolfs lebten ab 1940 dauerhaft im Monk’s House. Virginia Woolf beging am 21. März 1941 im nahe gelegenen Fluss Ouse Selbstmord; ihr Mann lebte bis zu seinem Tod 1969 in Rodmell.
Der Weinbaubetrieb Breaky Bottom, der auch internationale Anerkennung fand, liegt in der Gemeinde.